# Stenothoe crenulata
Stenothoe crenulata är en kräftdjursart som beskrevs av Édouard Chevreux 1907. Stenothoe crenulata ingår i släktet Stenothoe och familjen Stenothoidae. Inga underarter finns listade i Catalogue of Life.